# 沈黙の包囲網 アジアン・コネクション
『沈黙の包囲網 アジアン・コネクション』（ちんもくのほういもう アジアン・コネクション、原題：The Asian Connection）は、2016年に公開されたアメリカのアクション映画。

## 概要
本作品は、製作費は200万ドル程とかなりの低予算で撮影されているが、『DENGEKI 電撃』以来のセガールとの共演となるマイケル・ジェイ・ホワイトが特別出演している。『沈黙のテロリスト』でセガールと共演経験のあるトム・サイズモアが脚本(原案)を担当している。

## キャスト
※括弧内は日本語吹替版キャスト。
- シランキリ - スティーヴン・セガール(大塚明夫)
- ジャック - ジョン・エドワード・リー(小林親弘)
- ニラン - サハジャック・ブーンタナキット(河本邦弘)
- グレッグ - マイケル・ジェイ・ホワイト(あべそういち)
- アヴァロン - ピム・ブベアー(小松由佳)